# Hreša (Republika Serbska)
Hreša (cyr. Хреша) – wieś w Bośni i Hercegowinie, w Republice Serbskiej, w mieście Sarajewo Wschodnie, siedziba gminy Istočni Stari Grad. W 2013 roku liczyła 194 mieszkańców.